# Ludwig Gedike

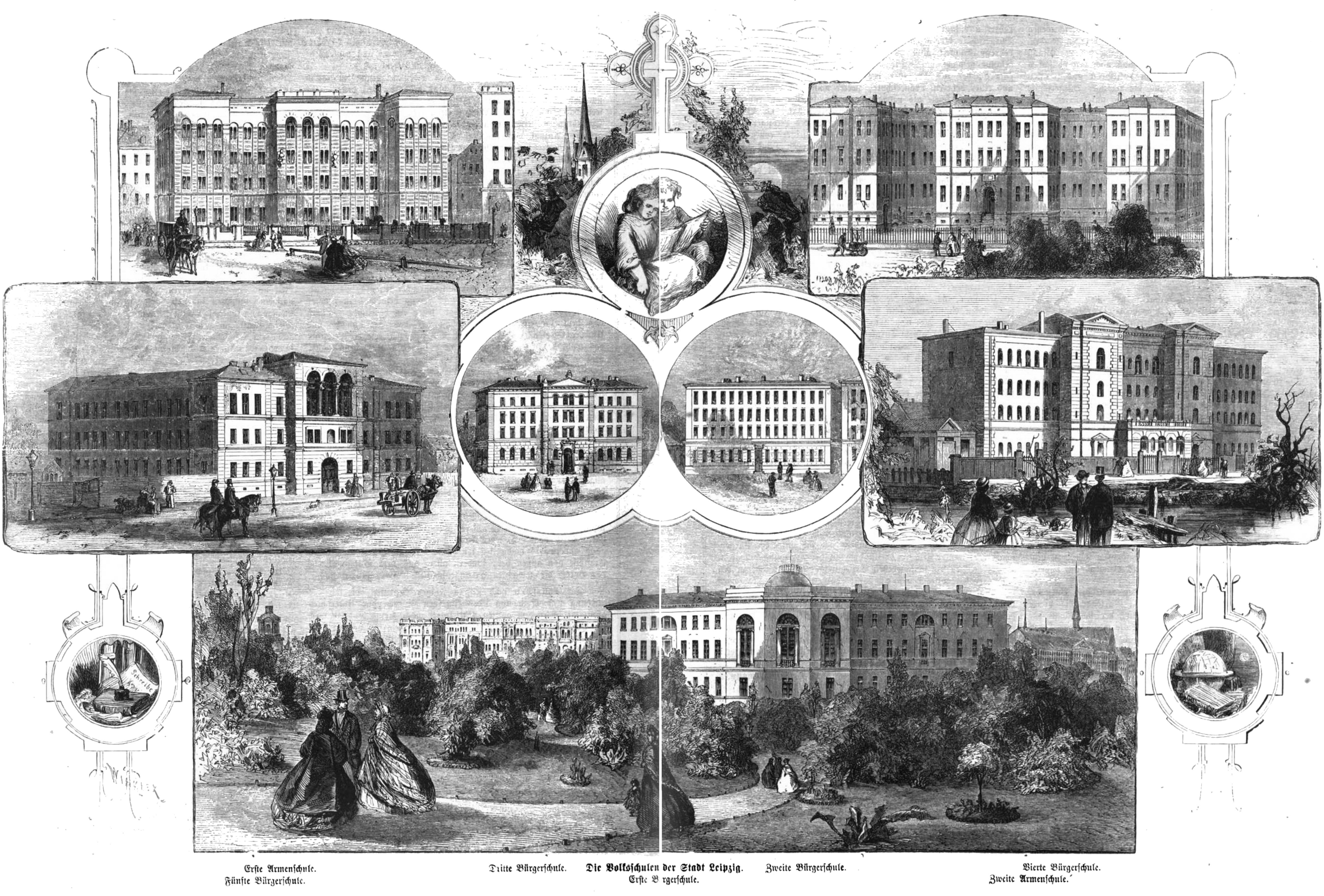
1. bis 5. Bürgerschule in Leipzig (1864).

Ludwig Friedrich Gottlob Ernst Gedike (* 22. Oktober 1760 in Boberow bei Karstädt, Mark Brandenburg; † 9. Juli 1838 in Breslau) war ein deutscher Pädagoge und später Direktor der Leipziger Bürgerschule (1943 zerstört). Er war ein wichtiger Protagonist für den Übergang von der Lateinschule zur Bürgerschule.

## Herkunft
Sein Großvater war der Kirchenlieddichter und Theologe Lambert Gedicke. Seine Eltern waren der Spandauer Garnisons- und Festungsprediger Friedrich Gedicke (1718–1762) und dessen Ehefrau Catharina Eleonore Seger. Der spätere
preußische Bildungspolitiker Friedrich Gedike war sein Bruder.

## Leben
Da sein Vater schon früh verstarb, übernahm die Mutter seine Erziehung. Er lebte zunächst in Perleberg und kam 1770 in das Schindler’sche Waisenhaus nach Berlin ünd dann in das Gymnasium zum Grauen Kloster. 1775 kam er zum Propst Spalding, wo er zusammen mit den Söhnen des Propstes unterrichtet wurde. Er erhielt ein Stipendium des Schindler’schen Waisenhauses und konnte ab 1780 an der Universität Halle Theologie und Pädagogik studieren. Ostern 1782 machte der damalige Direktor des Grauen Klosters Anton Friedrich Büsching ihm das Angebot, als Lehrer an das Gymnasium zurückzukehren, sein Bruder Friedrich war bereits Leiter des Friedrichswerderschen Gymnasiums. Aber Anfang 1783 berief ihn der Minister Zedlitz als dritten Professor an das Elisabeth-Gymnasium nach Breslau. Dort war der bekannte Polyhistor Arletius (1707–1784) Direktor. Gedike war neun Jahre nicht nur Lehrer, sondern auch mit den pädagogischen Prüfungen der zu Schulämtern berufenen Kandidaten beauftragt, ferner hatte er die Aufsicht über das königliche Seminar für Landschullehrer. Dazu war er an der Organisation der 1792 für die israelitische Jugend gegründeten Wilhelmsschule beteiligt.
Im Oktober 1791 übernahm er die Leitung des Gymnasiums in Bautzen. Inzwischen waren ihm die Mängel in der Lehrerausbildung sehr deutlich geworden und so forderte er di Einrichtung eines Lehrerseminars für Sachsen. In der berlausitz trieb er die Umwandlung der Lateinschulen in Bürgerschulen voran. Im Jahr 1803 wurde er zur Einrichtung und Leitung einer großen Bürgerschule nach Leipzig berufen. Es wurde ein großes Gebäude errichtet, in der Folge war aber wenig Geld für die Lehrer übrig. Besonders während der Kriege von 1806 bis 1813 waren die Gelder knapp und während der Schlacht bei Leipzig wurde das Gebäude in ein Lazarett umgewandelt. Infolgedessen waren die Klassen wieder in der Stadt verteilt. Aber die Schule erholte sich wieder und 1830 kam es zu einer weiteren Umgestaltung für das öffentliche Unterrichtswesen. Im Jahr 1832 feierte Gedike sein 50-jähriges Dienstjubiläum, im Herbst des Jahres legte er sein Amt nieder und zog nach Breslau. Der Rat der Stadt Leipzig gab ihm sein volles Amtsgehalt, das nach seinem Tod seine Witwe als Pension erhielt.
Nachfolger als Direktor der Leipziger Bürgerschule wurde Johann Karl Christoph Vogel.

### Werke
- 1787 Einige Gedanken über den jetzigen Zustand der alten Litteratur in unseren gelehrten Schulen, Digitalisat
- 1788 Hebräisches Lesebuch für Schulen
- 1795 Gedanken eines Schulmanns über eine dem Schulwesen in Kursachsen bevorstehende Veränderung, mit besonderer Beziehung auf die Oberlausitz
- 1796 Nachricht von der gegenwärtigen Verfassung des Gymnasiums zu Bautzen Digitalisat
- 1799 Das Schulwesen der Oberlausitz im Jahr 1850 Digitalisat
- 1803 Quintilian’s Gedanken über die öffentliche und häusliche Erziehung Digitalisat
- 1803 Nachricht von der neuen Bürgerschule zu Leipzig nebst einer Zuschrift an diejenigen Eltern, welche derselben ist oder Künftig ihre Kinder anvertrauen wollen, womit die baldige Eröffnung derselben ehrfurchtsoll und ergebenst ankündigt Digitalisat
- 1826 Neue Nachricht von der jetzigen Beschaffenheit der Leipziger Bürgerschule

Ferner war er 1789 Herausgeber von Philipp Julius Lieberkühns lateinischer Übersetzung des Robinson.

## Familie
Er heiratete in Breslau Johanna Christine Charlotte Kruttge (ca. 1770; † 27. März 1847). Das Paar hatte mehrere Kinder:
- Charlotte (1790–1848) ⚭ Johann Karl Plümicke
- Ernst Friedrich Gustav (* 1791; † 19. Januar 1797)
- Eduard Ludwig (* 30. September 1793; † 13. Mai 1821), Assessor
- Luise Karoline (* 29. März 1796) ⚭ N.N. (in Berlin)
- Luise Auguste (* 7. Februar 1800; † nach 1859) ⚭ 1823[3] Ernst Theodor Gaupp (1796–1859)